# Groupes antiterroristes de libération
Pour le film de Miguel Courtois, voir G.A.L. (film).
Pour les articles homonymes, voir GAL.
Les Groupes antiterroristes de libération (espagnol : Grupos Antiterroristas de Liberación, GAL) sont des commandos para-policiers et paramilitaires espagnols, menant des luttes, d'octobre 1983 à 1987, contre l'ETA, principalement sur le territoire français.
Tenant compte de ces visées antiterroristes, les GAL ont constitué, au moins dans l'esprit de ceux qui les ont créés et dirigés[Qui ?], une forme de lutte étatique antiterroriste clandestine, quand ses détracteurs[Qui ?] les dénonçaient comme « un véritable terrorisme d'État »[réf. souhaitée].

## Historique

### Origines
Les GAL s'inscrivaient dans une mouvance anti-terroriste clandestine. Durant la dictature de Franco et pendant la transition démocratique (gouvernements de l'Union du centre démocratique, UCD), différentes organisations recouraient déjà à des méthodes illégales pour combattre l'ETA, comme Triple A, les Guérilleros du Christ roi, le Bataillon basque espagnol (BVE, actif de 1975 à 1980), les Commandos antimarxistes, les Groupes armés espagnols (GAE) et Antiterrorisme ETA (ATE, actif de 1973 à 1975). Certaines d'entre elles bénéficiaient d'appuis politiques. Des membres des corps de sécurité de l'État n'hésitaient pas non plus à pratiquer une « guerre sale » contre le terrorisme.
Une fois la transition démocratique achevée, et l'autonomie accordée au Pays basque espagnol, la lutte armée de l'ETA pour l'indépendance du Pays basque prit de l'ampleur. Une grande partie des membres de l'organisation s'était réfugiée au Pays basque français, où elle pouvait organiser ses attentats (une moyenne de quarante assassinats par an, entre 1983 et 1987). Pour diverses raisons, notamment la volonté d'éviter toute extension de la violence au territoire national, les autorités françaises fermaient en effet les yeux sur le problème.

### Naissance des GAL
En 1982, le président du gouvernement espagnol, le socialiste (PSOE) Felipe González, tenta une dernière fois d'obtenir la collaboration de l'État français, sans succès.
Des groupes clandestins furent créés peu après par de hauts fonctionnaires du ministère espagnol de l'Intérieur, dirigé par José Barrionuevo, membre du gouvernement González. Disposant de fonds secrets, ils étaient composés de membres des services secrets espagnols (CESID-Centro Superior de Información de la Defensa), de la Guardia Civil (équivalent de la gendarmerie) et de la Police nationale (Policía Nacional). Ceux-ci recourraient eux-mêmes aux services de criminels de droit commun pour leurs opérations.[réf. nécessaire]
L'objectif des GAL était d'éliminer des terroristes basques espagnols (ETA) vivant au Pays basque français (ouest du département des Pyrénées-Atlantiques). Le sentiment d'insécurité ainsi généré en France obligerait, selon eux, les autorités de ce pays à engager une véritable lutte contre les groupes terroristes basques.[réf. nécessaire]
En juin 2020, la CIA déclassifie des informations confirmant que Felipe Gonzalez a autorisé la création des Groupes antiterroristes de libération.

### Attentats anti-terroristes de 1983 à 1987
De la fin 1983 à la fin 1987, les GAL ont commis une quarantaine d'attentats, dont vingt-sept assassinats (certaines sources évoquent 27 ou 34 morts ; il est difficile de savoir quels crimes peuvent être imputés aux GAL, plutôt qu'à d'autres groupuscules ayant les mêmes objectifs, ou à des rivalités internes à ETA) et des enlèvements. La grande majorité de ceux-ci a été perpétrée au Pays basque français (notamment dans le quartier du Petit Bayonne, à Bayonne).
En plus des objectifs « officiels » susmentionnés, les GAL ont également commis des attentats contre des militants de la gauche indépendantiste et écologiste basque. Ils sont également responsables de la mort d'une quinzaine de citoyens français sans aucune appartenance politique connue.

### Fin des GAL
Les GAL cessèrent officiellement toute activité en 1987, lorsque Charles Pasqua débuta une véritable politique de collaboration avec les autorités espagnoles. L'année suivant la vague d'arrestations et d'expulsions vers l'Espagne déclenchée par le ministre de l'Intérieur français, le nombre de victimes de l'ETA fut divisé par deux, alors que l'action des GAL, outre sa complète illégalité et ses multiples bavures, n'avait pas réduit le nombre d'attentats.
Les GAL ont fait l'objet d'enquêtes journalistiques (notamment de la part des quotidiens espagnols Diario 16 et El Mundo), qui ont fait découvrir à l'opinion publique leur organisation, leurs sources de financements et leur connexions politiques, même si celles-ci demeurent encore en grande partie secrètes.
Des procès ont également permis, depuis 1987, d'un peu mieux comprendre le fonctionnement des GAL. Le plus fameux, en France pour le moins, est celui auquel a donné lieu l'un des premiers crimes des GAL : l'enlèvement du citoyen hispano-français Segundo Marey, relâché après quelques jours, quand les ravisseurs constatèrent qu'ils s'étaient trompés de cible. À l'issue de ces procès, de hauts responsables militaires et politiques espagnols, comme le ministre de l'intérieur de l'époque, ont été condamnés à des peines de prison et de privation de droits.
En France, une trentaine de membres des GAL ont été incarcérés. La question de l'éventuelle aide apportée par les autorités françaises aux activités des GAL reste ouverte. Les députés du PCF ont réclamé en vain, le 25 mars 1996, la création d'une commission d'enquête parlementaire sur la question. Chargé d'instructions sur les GAL quand il était en poste à Bayonne, le juge d'instruction Christophe Seys a, de sa nouvelle affectation à Vannes, publiquement dénoncé les entraves mises à son travail par sa hiérarchie et la police française. L'ex-commissaire Lucien Aimé-Blanc a aussi fait quelques révélations sur l'implication de la France dans les activités du GAL.

### Action en France
L'action des GAL en France résulte du fait que les autorités espagnoles considéraient que le Pays basque français servait de base arrière aux combattants de l'ETA, que le président Mitterand refusait d'extrader. Le recrutement français des GAL se fait dans les milieux mafieux et d'extrême droite. Une trentaine de meurtres sont commis par les GAL en territoire français. Charles Pasqua a directement accusé le gouvernement espagnol de ces meurtres. Huit français ont été tués par les GAL.

## Chronologie des attentats

### 1983
- Octobre 1983 : disparition des activistes José Ignacio Zabala Artano « Joxi » et José Antonio Lasa Arostegi « Joxean », rue des Tonneliers à Bayonne.
- 4 décembre 1983 : enlèvement à Hendaye de Segundo Marey. Il est libéré le 10 décembre, une fois l'erreur d'identité constatée.
- 19 décembre 1983 : assassinat au bar Kaietenia de Bayonne de l'activiste Ramon Oñaederra Bergara « Kattu ».

### 1984
- 1er janvier 1984 : Mikel Goikoetxea Elorriaga dit « Txapela » meurt des suites d'un attentat contre sa personne quatre jours plus tôt à Saint-Jean-de-Luz.
- 8 février 1984 : Angel Gurmindo Lizarraga « Stein » et Bixente Perurena Telletxea « Peru » sont assassinés à Hendaye.
- 25 février 1984 : Eugenio Gutierrez Salazar est assassiné à Mauléon-Licharre.
- 1er mars 1984 : assassinat à Hendaye d'un jeune cheminot, citoyen français, Jean-Pierre Leiba[9].
- 19 mars 1984 : Un mercenaire du GAL, Jean-Pierre Chérid, meurt à Biarritz dans l'explosion de la bombe qu'il manipulait.
- 23 mars 1984 : assassinat à Biarritz de Xabier Perez de Arenaza.
- Mars 1984 : Ramon Basanez Jauregi est blessé à Bayonne. Plusieurs voitures piégées explosent à Biarritz et Bayonne.
- 3 mai 1984 : Rafaël Goikoetxea Errazkin est assassiné sur la route de Baigorri. Jésus Zugarramurdi Huitzi qui l'accompagnait est grièvement blessé.
- 10 juillet 1984 : attentat au bar La Consolation à Saint-Jean-de-Luz blessant José Luis Oliva Gallastegi, Bonifacio Garcia Nuño et Juan Vicente Jauregizuria Uria.
- Juillet 1984 : mitraillage du bar Etxabe, rue Pannecau à Bayonne, quatre blessés légers.
- 28 juillet 1984 : Tomás Pérez Revilla meurt à la suite des graves brûlures provoquées par l'attentat du 15 juin 1984 à Biarritz, dans lequel fut blessé son compagnon Roman Orbe.
- 4 août 1984 : incendie à l'entreprise Urkide d'Hendaye.
- 9 août 1984 : incendie à la coopérative Denek de Arrosa.
- 13 août 1984 : incendie à l'entreprise Collectivité Service à Bayonne.
- 2 septembre 1984 : incendie à la coopérative Alki d'Itxassou.
- 18 novembre 1984 : Christian Olaskoaga, citoyen français, est assassiné à Biriatou.
- 20 novembre 1984 : Santi Brouard, parlementaire de Herri Batasuna, est assassiné dans son cabinet de pédiatre de Bilbao.
- 11 décembre 1984 : Juan José Iradier est blessé à la suite d'un attentat à Hendaye.

### 1985
- 1er février 1985 : Xabier Manterola, est blessé dans un attentat à la bombe.
- 5 février 1985 : à Bayonne le jeune Christian Casteigts est grièvement blessé par une bombe qui le laisse handicapé physique.
- 4 mars 1985 : Josu Amantes et Gotzon Zabaleta sont grièvement blessés par balles à Bayonne dans un attentat au bar Lagunekin, rue Pannecau.
- 13 mars 1985 : mitraillage et jets de grenade au restaurant Briketenia de Guéthary. Les propriétaires, les frères Ibarboure sont légèrement blessés.
- 25 mars 1985 : Ramon Basanez est blessé dans un attentat à Ciboure.
- 26 mars 1985 : deux membres du GAL tirent dans un bar à Ciboure, deux morts.
- 29 mars 1985 : attentat au café des Pyrénées, rue Pannecau à Bayonne. Benoît Pécastaing, citoyen français, est tué ; Kepa Pikabea et Jean-Marc Mutio sont blessés. Un des tueurs, Pierre Baldès, est arrêté.
- 30 mars 1985 : Xabier Galdeano Arana, photographe du journal Egin en Iparralde, est assassiné à Saint-Jean-de-Luz.
- 14 juin 1985 : assassinat à Ciboure des citoyens français Émile Weiss et Claude Doerr.
- 26 juin 1985 : assassinat à Bayonne de Santos Blanco Gonzalez.
- 1er juillet 1985 : Fernando Egileor Ituarte est blessé à Anglet.
- 8 juillet 1985 : Juan Carlos Lezertua est blessé dans un attentat à Ciboure.
- 31 août 1985 : Dominique Labeyrie, citoyen français, est blessé à Saint-Jean-de-Luz.
- 2 septembre 1985 : Juan Mari Otegi Elizegi « Txato » est assassiné alors qu'il allait en voiture à Saint-Jean-Pied-de-Port.
- 25 septembre 1985 : Sabin Etxaide Ibarguren, Augustin Irazustabarrena Urruzola « Legra », Inaki Asteasuinzarra Pagola « Beltza » et José Maria Etxaniz Maiztegi « Potros » sont assassinés au café « Mon bar » à Bayonne, rue Pannecau.
- 4 décembre 1985 : attentat à Hélette contre Fernando Biurrun qui en sort indemne.
- 6 décembre 1985 : attentat à l'atelier Argilo (Hendaye).
- 24 décembre 1985 : grièvement blessé à Biarritz, Robert Caplanne, citoyen français, meurt le 3 janvier.

### 1986
- 8 février 1986 : Frédéric Haramboure, Juan Zabaleta, José Cau, Carmen Otegi et les enfants A. Zabaleta et N. Otegi sont blessés dans un attentat au bar Batxoki de Bayonne, quai Chaho.
- 13 février 1986 : Ramon Basanez est à nouveau blessé dans un attentat à Saint-Jean-de-Luz.
- 17 février 1986 : assassinat à Bidarray des citoyens français Christophe Machicotte et Catherine Brion.

### 1987
- 24 juillet 1987 : Juan Carlos Garcia Goena est assassiné à Hendaye.

Selon certaines sources, il faudrait aussi ajouter une centaine d'attentats supplémentaires durant ces années, contre des biens matériels ayant un lien avec des réfugiés politiques basques[non neutre] et leur entourage en Pays basque français ou avec Herri Batasuna en Pays basque espagnol.
Les GAL ou, plus exactement, une organisation clandestine antiterroriste qui leur préexistait, sont aussi soupçonnées d'avoir tué Pierre Goldman, en collaboration avec Tany Zampa.

## Membres présumés des GAL
Les personnes suivantes furent condamnées par le Tribunal suprême espagnol pour l'enlèvement (erreur sur la personne) du citoyen français Marey :
- José Barrionuevo, ministre de l'Intérieur pour enlèvement et abus de fonds publics à 10 ans de prison et 12 d'inhabilitation.
- Rafael Vera, secrétaire d'état à la sécurité, pour enlèvement et abus de fonds publics à 10 ans de prison et 12 d'inhabilitation.
- Ricardo García Damborenea, secrétaire général du PSOE en Biscaye, pour enlèvement à 7 ans de prison et 7 d'inhabilitation.
- Francisco Álvarez, chef de la lutte antiterroriste, pour enlèvement et abus de fonds publics à 9 ans et 6 mois de prison et 11 d'inhabilitation.
- Miguel Planchuelo, chef de la Brigade d'information de Bilbao, pour enlèvement et abus de fonds publics à 9 ans et 6 mois de prison.
- José Amedo, sous-commissaire de la police, pour enlèvement et abus de fonds publics à 9 ans et 6 mois de prison.
- Julián Sancristóbal, gouverneur civil de Biscaye, pour enlèvement et abus de fonds publics à 10 ans de prison et 12 d'inhabilitation.
- Michel Domínguez, policier, pour complicité d’enlèvement à 2 ans, 4 mois et un jour de prison et d'inhabilitation.
- Enrique Rodríguez Galindo, général de la Guardia Civil, pour détention illégale et assassinats de José Antonio Lasa et José Ignacio Zabala, à 75 ans de prison et d'inhabilitation. Il fut d'abord condamné à 71 ans de prison[11], mais le Tribunal suprême éleva à 75 ans de prison la condamnation de Galindo en se basant sur le fait que se prévaloir d'une charge publique dans la constitution d'un délit était une charge aggravante[12].
- Ángel Vaquero, ex-lieutenant-colonel de la Guardia Civil pour détention illégale et assassinats de José Antonio Lasa et José Ignacio Zabala, à 69 ans de prison et d'inhabilitation[11].
- Julen Elgorriaga, ex-gouverneur civil de Guipuscoa, pour détention illégale et assassinats de José Antonio Lasa et José Ignacio Zabala, à 71 ans de prison et d'inhabilitation[11].

### Faits ultérieurs
En décembre 2016, un ancien membre des GAL responsable du meurtre d’un employé français des chemins de fer en 1984, est arrêté alors qu'il préparait un attentat contre un bus en relation avec le groupe Daech.

### Filmographie
- Lundi investigation, GAL : des tueurs d'État ?, magazine d'information de Canal+, 2012.